# Bernard Ward (1er vicomte Bangor)
Bernard Ward, 1er vicomte Bangor (18 août 1719 - 20 mai 1781), est un homme politique et pair irlandais.

## Jeunesse
Il est le seul fils survivant de Michael Ward de Castle Ward, comté de Down, l'un des juges de la Cour du Banc du Roi, et de son épouse Anne Catharina Hamilton, fille de James Hamilton de Bangor et de Sophia Mordaunt.

## Carrière
Ward entre à la Chambre des communes irlandaise en 1745, représentant le comté de Down, la même circonscription que son père avait représentée, jusqu'en 1770 lorsqu'il est élevé à la pairie d'Irlande en tant que baron Bangor, de Castle Ward, dans le comté de Down. En 1761, il est également élu pour Killyleagh et en 1768 pour Bangor, mais choisit de ne pas siéger les deux fois. En 1781, il est créé vicomte Bangor, de Castle Ward, dans le comté de Down.

## Famille
En décembre 1747, il épousa Ann Magill, fille de John Bligh (1er comte de Darnley) (en), et sa femme Theodosia Bligh, 10e baronne Clifton (la veuve de Robert Magill de Gill Hall), et a d'elle quatre fils et quatre filles:
- Nicholas Ward, 2e vicomte Bangor (1750–1827)
- John Ward, mort jeune
- Edward Ward (1753–1812)
- Robert Ward (1754–1831)
- Anna Catherine Ward
- Sophia Ward
- Amelia Ward, mariée à Hugh Montgomery
- Harriet Ward

Ward est mort, âgé de 61 ans, à son siège Castle Ward. Il est remplacé dans ses titres par son fils aîné Nicholas, plus tard interné pour cause de folie. Son troisième fils, Edward, et son quatrième fils, Robert, siègent au Parlement d'Irlande.
Ward reconstruit Castle Ward au début des années 1760 dans un style qui représente un compromis entre le style classique préféré du vicomte et le style gothique préféré de sa femme. Il agrandit également le domaine en achetant un terrain adjacent et créé un parc à daims.